# Anicius Acilius Glabrio Faustus
Anicius Acilius Glabrio Faustus war ein spätantiker weströmischer Politiker des 5. Jahrhunderts.
Faustus entstammte zwei der mächtigsten senatorischen Familien: den Aniciern und den Aciliern. Sein Vater war Acilius Glabrio Sibidius; er war mit einer Tochter des Tarrutenius Maximilianus verheiratet. Er führte den Ehrentitel vir clarissimus.
Seine Laufbahn ist durch eine Inschrift aus Ariccia dokumentiert. Er war Quästor als Kandidat, Prätor und comes intra consistorium. Zwischen 408 und 437 war er dreimal Stadtpräfekt von Rom. 437/438 war er Prätorianerpräfekt von Italien, Illyricum und Africa, wobei er 442 kurzzeitig nur für Italien zuständig war. Im Jahr 438 bekleidete er gemeinsam mit Kaiser Theodosius II. das Konsulat.

## Gesta senatus de Theodosiano publicando
Die Gesta senatus de Theodosiano publicando („Protokolle des Senats über die Veröffentlichung des Theodosianischen [Gesetzescodex]“), ist ein erhaltenes Protokoll einer Senatssitzung vom 25. Dezember 438. Sie fanden in Rom im Haus von Faustus statt und dokumentieren die feierliche Annahme und Veröffentlichung des Codex Theodosianus. Faustus spielte eine zentrale Rolle bei der Präsentation des Codex vor dem Senat. Das Protokoll beschreibt, wie der Codex, der die Rechtsgrundlage beider Reichsteile vereinheitlichen sollte, dem Senat vorgelegt wurde. Die Senatoren billigten durch Akklamationen seine Verbreitung, und es wurde festgelegt, dass Abschriften in den Provinzen verteilt und in Gerichten genutzt werden sollten. Faustus war vermutlich für die Organisation der Zeremonie und die administrative Umsetzung verantwortlich.